# Micromus subanticus
Micromus subanticus är en insektsart som först beskrevs av Walker 1853.  Micromus subanticus ingår i släktet Micromus och familjen florsländor. Inga underarter finns listade i Catalogue of Life.